# Saint-Cirgues-de-Malbert
Saint-Cirgues-de-Malbert – miejscowość i gmina we Francji, w regionie Owernia-Rodan-Alpy, w departamencie Cantal.
Według danych na rok 1990 gminę zamieszkiwały 232 osoby, a gęstość zaludnienia wynosiła 14 osób/km² (wśród 1310 gmin Owernii Saint-Cirgues-de-Malbert plasuje się na 618. miejscu pod względem liczby ludności, natomiast pod względem powierzchni na miejscu 577.).